# Antonio Attili
Antonio Attili (Tagliacozzo, 1º ottobre 1948) è un politico italiano, ex deputato.

## Biografia
Alle elezioni politiche del 1996 si candida alla Camera nel collegio uninominale di Porto Torres, per il Partito Sardo d'Azione e l'Ulivo. Con il 48,3% sconfigge Giampaolo Nuvoli, del Polo per le Libertà, che ottiene invece il 46,5%, e viene quindi eletto deputato.
La sfida si ripete cinque anni dopo, alle elezioni del 2001, quando però Nuvoli, sostenuto dalla Casa delle Libertà sconfigge Attili, sostenuto dall'Ulivo, per 45,2% a 44,7%, cioè per 372 voti.
Alle elezioni del 2006 Attili viene nuovamente candidato nella lista dell'Ulivo nella Circoscrizione Sardegna, risultando nuovamente eletto deputato.
Nel maggio 2007 lascia il gruppo parlamentare dell'Ulivo per aderire al neonato partito Sinistra Democratica, fondato da Fabio Mussi.